# Herengracht
Le Herengracht (en néerlandais : « Canal des seigneurs ») est l'un des canaux principaux de la ville d'Amsterdam, capitale des Pays-Bas. Situé dans l'arrondissement Centre, il constitue le deuxième des quatre canaux concentriques qui forment le quartier de la Grachtengordel (littéralement « Ceinture de canaux ») avec le Singel, le Keizersgracht — entre lesquels il est situé — et le Prinsengracht. D'une longueur de 2,4 kilomètres, il est creusé au XVIIe siècle.

## Histoire
La construction du Herengracht est lancée en 1612 à l'initiative du bourgmestre Frans Hendricksz. Oetgens, accompagné des architectes Hendrick Jacobsz Staets et Lucas Jansz Sinck. À l'origine, un premier tronçon creusé en 1585 faisait partie du système de fortifications de la ville et est alors utilisé par les entreprises et corderies qui étaient installées derrière le Singel. Le canal coulait alors à l'intérieur des remparts, parallèlement au canal situé à l'extérieur du mur d'enceinte de la ville. Le Herengracht présente ainsi toujours une cassure au niveau de la Driekoningenstraat, étant donné que le canal extérieur faisait le tour d'une forteresse à cet endroit.
Il prend le nom de Herengracht en 1612, en l'honneur des « 17 Messieurs » (17 Heren), gouverneurs de la Compagnies des Indes orientales, qui jouent un rôle majeur dans la gestion de la ville aux XVIe et XVIe siècles.

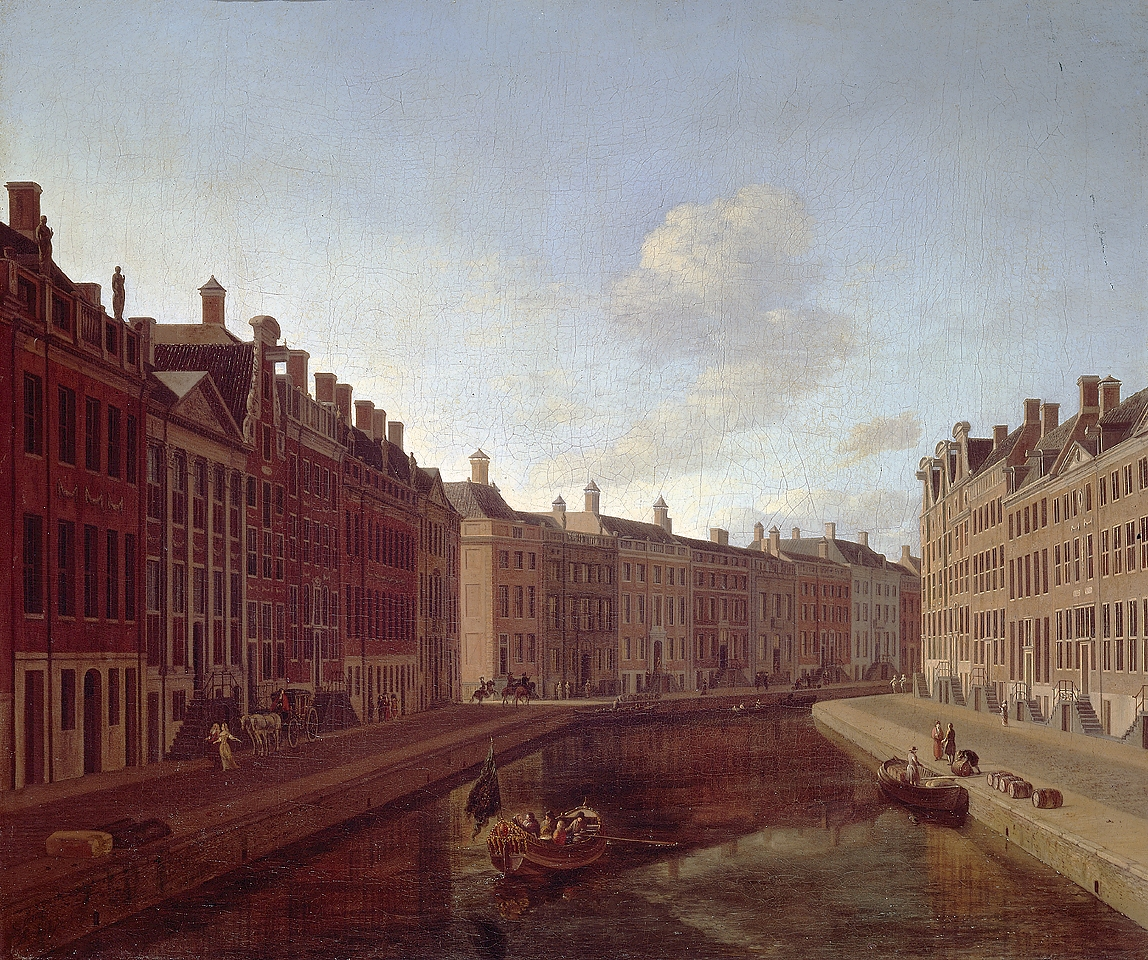
Le Herengracht en 1685 selon Gerrit Berckheyde.

La partie située entre le Leidsegracht et l'Amstel est planifiée dans le cadre du quatrième plan d'expansion de la ville (Vierde uitleg) à partir de 1658. Sur cette section se situe le Gouden Bocht (« Virage doré »), la partie la plus prestigieuse du Herengracht. De nombreux notables, bourgmestres et marchands, qui font fortune dans le commerce avec l'Amérique du Sud et les Indes orientales néerlandaises, sont résidents de cette partie du canal. De nombreux bâtiments construits le long du canal sont conçus par les architectes amstellodamois Philips Vingboons (1607-1678) et Adriaan Dortsman (1635-1682).
Dans une dernière extension, la partie située à l'est de l'Amstel et rejoignant l'IJ est construite. Ce dernier segment, alors situé dans la partie la plus opulente du quartier juif d'Amsterdam (Amsterdamse Jodenbuurt), prend le nom de « Nouveau Canal des Seigneurs » (Nieuwe Herengracht).

## Patrimoine

### Musées et galeries
Le musée biblique se trouve aux numéros 366-368, dans les Cromhouthuizen de Philips Vingboons. Le cabinet des Chats présente une collection d'œuvres sur le chat dans une maison de maître au numéro 497. Le musée Geelvinck-Hinlopen est situé au numéro 518, le musée des sacs Hendrikje au numéro 573 et le musée Willet-Holthuysen au numéro 605.

### Résidence du bourgmestre

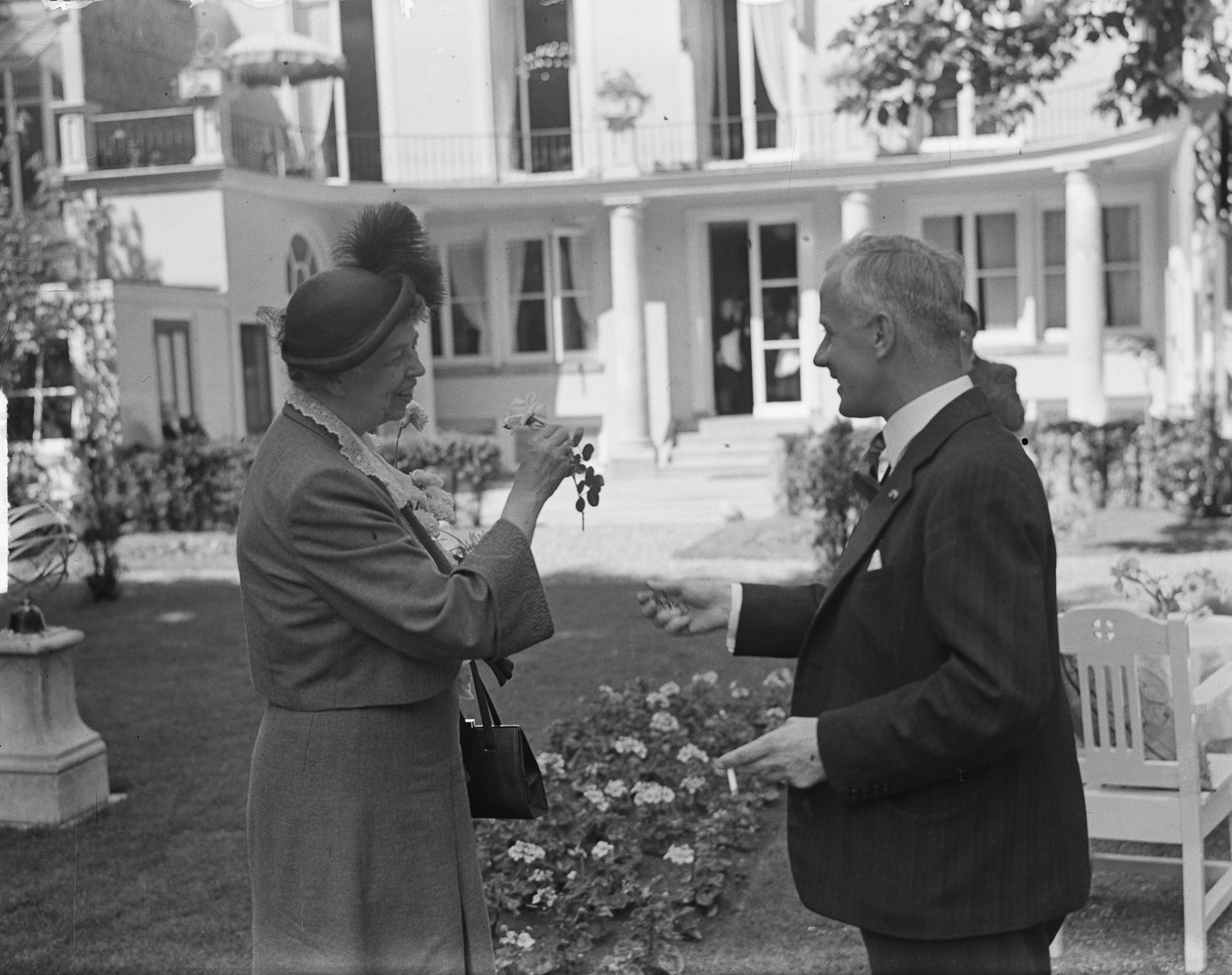
Eleanor Roosevelt et Arnold Jan d'Ailly en 1950 dans les jardins de la résidence du bourgmestre.

La résidence officielle du bourgmestre d'Amsterdam, la Maison aux colonnes (Huis met de Kolommen), classée aux monuments nationaux, se trouve au Herengracht 502. Le bâtiment, construit en 1672, dispose du statut de résidence officielle depuis 1927, à la suite d'une donation en 1920 de Cornelis Johannes Karel van Aalst, président de la Société de commerce néerlandaise (NHM), à la commune. Pour emménager au dernier étage de la résidence, le bourgmestre doit accepter de se voir déduire un pourcentage de son salaire brut fixé par la loi.